# Батюшков, Дмитрий Николаевич
Дмитрий Николаевич Батюшков (1828—1909) — русский государственный деятель, Подольский и Екатеринославский губернатор, тайный советник. Отец Фёдора Дмитриевича Батюшкова.

## Биография
Родился в дворянской семье, в селе Кесьма Весьегонского уезда Тверской губернии 9 (21) августа 1828 года (источники указывают также: 9 сентября 1829 года и 1830 год в «Альманахе русских государственных деятелей»). Отец — Николай Иванович Батюшков (1801—1841), троюродный брат поэта Константина Батюшкова; мать — Вера Николаевна, урождённая Дюклу (1808—1830). Рано потерял родителей.
Воспитывался в Московском дворянском институте, затем был своекоштным студентом на физико-математическом факультете Московского университета, который окончил первым кандидатом в 1849 году и вступил в службу в канцелярию Московского военного генерал-губернатора канцелярским чиновником. В 1855 году вступил штабс-капитаном в дружину № 18 государственного ополчения. В 1862 году определён младшим секретарем в московскую военную контору государственного банка, а через два года назначен директором этой конторы. В 1865 году перемещён в Государственный контроль и командирован в Казань для открытия Казанской контрольной палаты и управления ею. В 1866 году утверждён Весьегонским почётным мировым судьей. В 1872 году произведён в чин статского советника, 26 марта 1876 года — в чин действительного статского советника. В 1879 году назначен управляющим Санкт-Петербургской контрольной палатой.
В 1882 году назначен на должность губернатора Подольской губернии, а через два года перемещён на ту же должность в Екатеринославскую губернию. Деятельность Батюшкова в должности губернатора с 1884 по 1890 годы принесла значительные изменения в жизни Екатеринослава. Развитие промышленности и железных дорог в крае способствовало развитию культуры и образования. Благодаря энергичному содействию губернатора была открыта Мариинская женская гимназия. Была устроена городская библиотека, созданы благотворительное общество, общество попечения о женском образовании, комиссия народных чтений. Проценты с капитала Батюшкова, хранившегося в общественном городском банке, использовались на благотворительные цели.
Во время губернаторства Д. Н. Батюшкова состоялся первый день города: 9 мая 1887 года, в честь 100-летия города. Приурочен праздник был к моменту закладки Преображенского кафедрального собора. Состоялся торжественный молебен, массовые народные гуляния; состоялся роскошный бал во дворце Потёмкина. В Потёмкинском саду демонстрировали «фотографические картины» из жизни Екатерины II и основания Екатеринослава. Был произведён в тайные советники 24 апреля 1888 года.
В 1890 году Д. Н. Батюшков был назначен на должность губернатора Гродненской губернии. В 1892—1893 годах при поддержке губернатора прошли съезды врачей Гродненской губернии; создано общество врачей Гродненской губернии. В июле 1895 года состоялась закладка Свято-Владимирской Занеманской церкви-школы. Под патронатом Батюшкова было организовано в Гродно общество велосипедистов с уставом, значком и прокатным пунктом. За время правления Батюшкова значительно изменилась деятельность городской библиотеки, которая получала ежегодную правительственную субсидию; открылся кабинет для чтения.
В марте 1899 года Батюшков был переведён в Петербург; с марта 1899 года Дмитрий Николаевич Батюшков — почётный опекун и управляющий делами ведомства учреждений императрицы Марии. В 1902 году он — почётный член Благотворительного общества Великой княгини Ольги Александровны; в 1903—1909 годах Батюшков состоял председателем общества.
Скончался 10 (23) мая 1909 года. Был похоронен, вместе с супругой, на Никольском кладбище Александро-Невской лавры.

## Награды
- Орден Святого Владимира 2-й ст. (1892)
- Орден Святого Владимира 3-й ст.;
- Орден Святой Анны 1-й ст. (1885)
- Орден Святой Анны 2-й ст.;
- Орден Святого Станислава 1-й ст. (1882)
- Медаль «В память царствования Императора Николая I»;
- Медаль «В память коронации императора Александра III»;
- Медаль «За труды по первой всеобщей переписи населения».

## Семья
Жена, Екатерина Фёдоровна (урожд. Озерова; 1833—1909). Участвовала в делах благотворительности в Екатеринославе: её заботами возводились здания и открывались учреждения, — дешёвые столовые и дома призрения, бесплатная женская школа. За заботу о нуждах города она была удостоена звания почётной гражданки Екатеринослава. 
Их дети и внуки:
- Николай (1855—1916), экономист, членом-оценщик Таврического банка, а с 1887 — Самарского отделений Дворянского банка, один из пяти старшин Самарского биржевого комитета[6]. 
  - Внуки: Константин Николаевич Батюшков (1890—1915), погиб в Первую мировую войну;  Василий Николаевич Батюшков (1894—1981), художник.
    - Правнучка — Ирина Васильевна Батюшкова (1916—1998), геолог и историк геологии.
- Фёдор (1857—1920)
- Алексей (1859—1907). Его жена — Мария Ивановна Батюшкова (урожд. Иловайская; 1863—1939, Болгария), сестра С.И.Иловайского.
- Дмитрий (1862—1920)
- Георгий (1866—1923), Выпускник факультета восточных языков при Академии Азиатского департамента Министерства иностранных дел, дипломат, востоковед, полиглот (владел 17 языками)[6]. Его дочь Варвара (1906—1942) — артистка, похороненная на Введенском кладбище (уч. 25) с матерью, Натальей Николаевной (1870—1963)[7]
- Василий (1868—1929)